# ギャラクシーエアラインズ

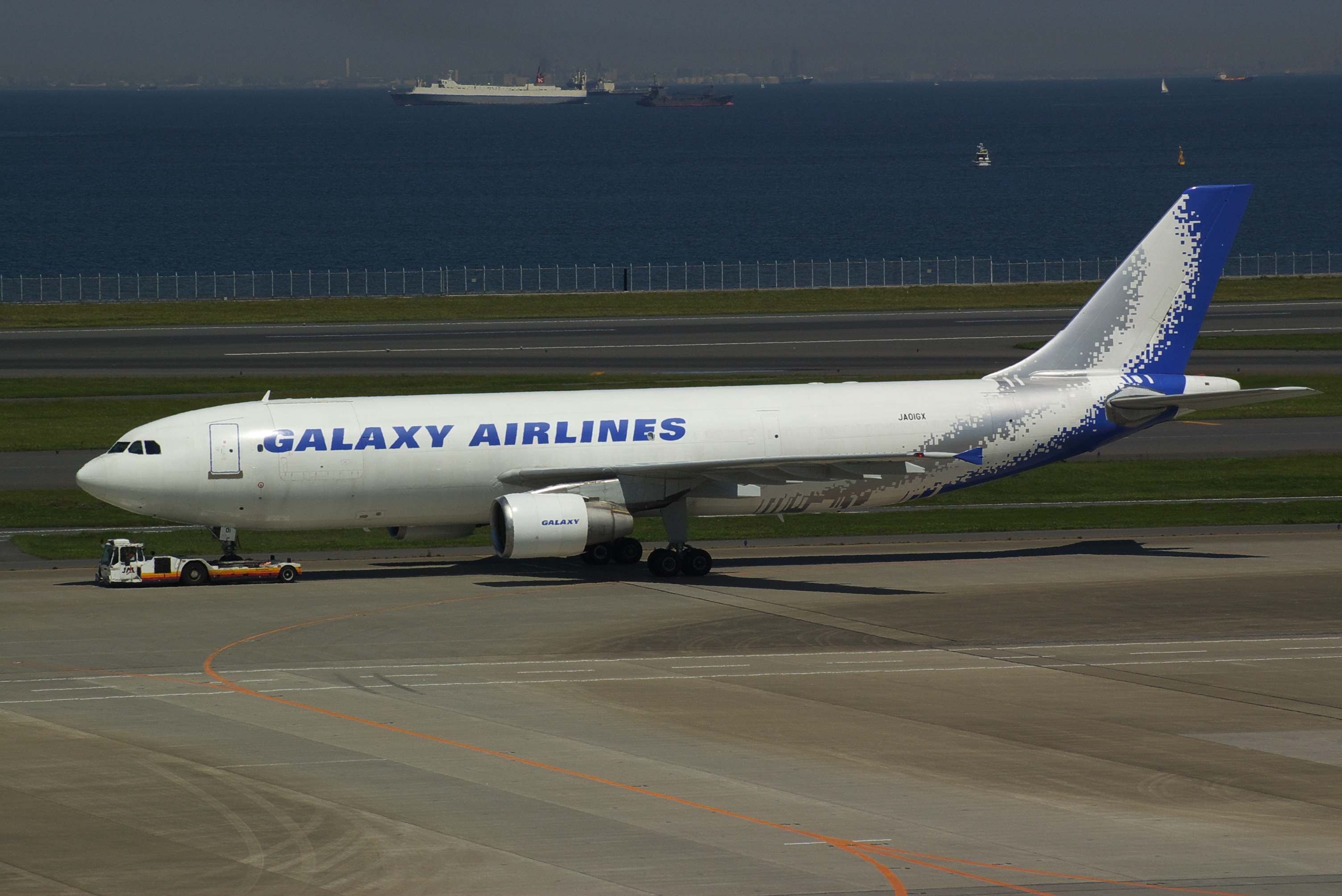
ギャラクシーエアラインズ1号機(JA01GX)

ギャラクシーエアラインズ株式会社 (GALAXY AIRLINES Co.,Ltd.) は、かつて存在したSGホールディングス（佐川急便グループ）を親会社とする貨物航空会社。

## 歴史

### 2005年
- 5月17日 - 佐川急便の完全子会社として設立。資本金3億円。
- 8月5日 - 第三者割当増資を実施し、資本金50億円に増資。佐川急便の連結子会社になると同時に、日本航空インターナショナルの持分法適用会社となる。

### 2006年
- 2月28日 - 国土交通省に航空運送事業許可申請を実施。
- 3月21日 - SGホールディングス(Sgh)設立により、佐川急便とともに同社の傘下に入る。
- 4月28日 - 1号機（登録番号:JA01GX）をエアバス社より受領。国土交通省航空局に機体登録。
- 4月30日 - 1号機が日本到着。
- 7月7日 - 8月22日の運航開始予定を、2006年内に運航開始予定へ延期（社内体制の確立/航空機の予備部品準備の大幅な遅れなどにより延期）。
- 8月 - 大河原順一社長、就航遅延による引責辞任。表向きの理由は「体調不良」。大河原の社長辞任はスカイマーク、フェアリンク（現・アイベックスエアラインズ）に続き3回目。
- 9月1日 - 航空運送事業許可取得（正式に「航空運送事業者」となる）
- 10月31日 - 初便就航、事業運航開始。
- 12月1日 - 2号機JA02GXが日本到着。

### 2007年
- 3月14日 - 国土交通省より「関西国際空港を使用して運航を行うことの許可」を受ける。
- 3月 - 1号機JA01GXの重整備をシンガポールのSIAECにて実施。
- 3月 - 国土交通省より認定事業場の認可を受ける。
- 4月 - 1号機JA01GX 北九州空港到着後、不具合点検中に、整備車両と機体が接触し、胴体を損傷。
- 4月3日 - 羽田・大阪（関空） - 新千歳、就航開始。
- 12月21日 - 大阪（関空） - 北九州、就航開始。

### 2008年
- 1月 - 1号機JA01GXの方向舵をシンガポールのSIAECにて交換[要出典]。
- 1月 - 2号機JA02GXの重整備をシンガポールのSIAECにて実施。
- 6月 - 1号機JA01GXの重整備をシンガポールのSIAECにて実施。
- 7月1日 - 若佐照夫代表取締役社長が辞任。新社長に関根眞二代表取締役が就任。若佐は、同時にSgh常務取締役も辞任し、Sghを去った。
- 8月5日 - 業績悪化の為、同年10月5日限りで全4路線を廃止することを決定し、国土交通省に事業廃止を届出。
- 9月28日 - 全4路線の運航を終了。
- 9月30日 - 全社員を解雇。機体の売却は三井物産、予備エンジン等の売却は住友商事が担当。
- 10月6日 - 国土交通省に航空運送事業廃止届を提出。名実共に事業停止。

### 2009年
- 3月17日 - 会社解散。社外監査役だった土本保廣が代表清算人となる。
- 7月2日 - 2号機JA02GX、機体登録抹消。
- 9月15日 - 清算終了。

## 就航空港
- 羽田空港
- 北九州空港
- 新千歳空港
- 関西空港
- 那覇空港

## 塗装
佐川急便グループのトラックに塗装されているものと同じ宇宙（銀河）と星雲をモチーフとした塗装。「ギャラクシーカラー」とも言われる。

## 保有機材
ギャラクシーエアラインズの機材は以下の航空機で構成されていた。
- エアバスA300B4-622R PtoF型機 1機 （最大積載量48t、元チャイナエアライン(CAL)の旅客型を EADS EFW社にて 貨物型に改修、機体記号：JA01GX MSN:533 1989-09-15 初飛行、元B-1802 → B-18572 → EI-DMO）
- エアバスA300F4-622R型機 1機 （最大積載量54t、新造機、機体記号：JA02GX MSN:872 2006-07-19 初飛行）
- エアバスA300-622R型機 1機（購入予定であったが事業の撤退により行われず）
- 搭載エンジンは PW4158×2

2006年6月5日、東京国際空港（羽田空港）内にてエアバスA300-600Fの報道関係者、SGホールディングスグループ関係者への内覧会が挙行された（同年4月30日白一色で到着後、ギャラクシーカラーに塗装した）。

## 終焉
2007年度の貨物輸送量は約3万トンを計上したものの、設立時の想定コストに比べ、1号機のJA01GXが機齢19年に達していた経年機（1989年製造）であったことから、整備コストが増大した上、原油価格の高騰などにより、2008年3月期決算では30億円の赤字を出し、繰延資産の一括償却並びに固定資産の減損処理が不可避のものとなり、債務超過に転落した。合理的な再建策を出すことができず、ついに事業継続を断念することとなった。
日本のこれまでの航空史上、大型機を実際に運航した後に、他の航空会社に吸収されることなく廃業した会社はなく、その意味でGXYは日本の航空史に名を残したといえる。また、日本国内のみを運航する貨物航空会社はそれまでに日本ユニバーサル航空、オレンジカーゴがあったが、そのいずれもが運航停止に至っており、日本国内のみを運航する貨物航空会社は成功しないというジンクスは破れなかった。
JA01GXは廃業後アメリカに渡ってN103MTとなったが、それから間もない2009年3月3日付で登録を抹消され、部品取り機となった。JA02GXはレバノンの貨物航空会社であるトランス・メディテラネアン（TMA）航空が引き取りOD-TMAとして運航されていたが、2015年以降はDHLに移籍しD-AZMOとして登録され運航されている。

## 備考
- IATA航空会社コード（2レターコード）の「J7」は、かつてバリュージェット航空（現在は合併してエアトラン航空）が使用していたコードである。「J7」は、他にも数社が使用中である。
- カンパニーラジオの周波数は､128.975MHzであった（廃業と共に免許廃止済み）。
- 3レターコードは、「27X」→「GXY」であった。